# Musée départemental d'art ancien et contemporain

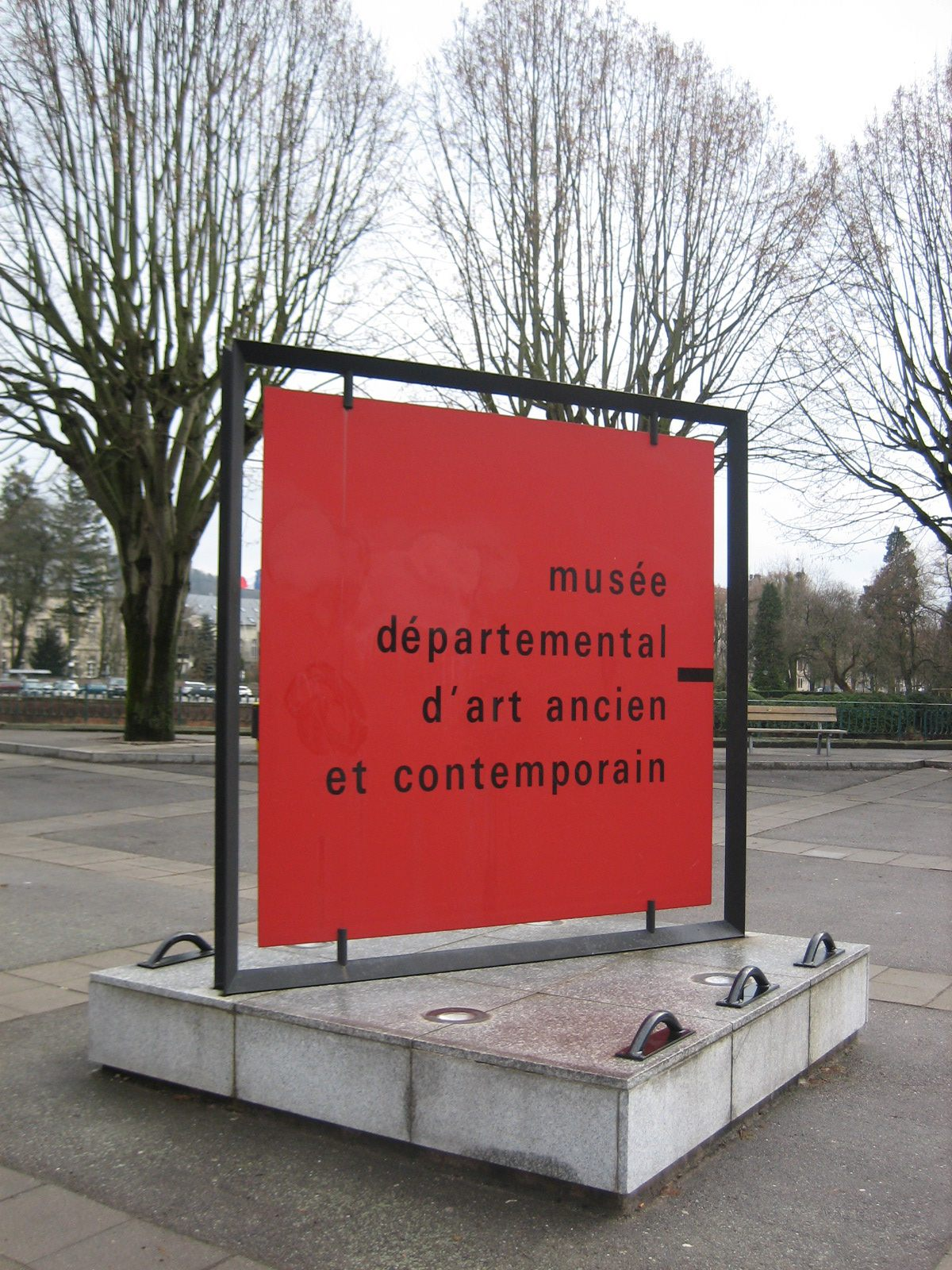
Rètol davant del museu.

El Museu Departamental d’Art Antic i Contemporani (Musée départemental d'art ancien et contemporain) és el museu principal de la ciutat d'Épinal, al departament dels Vosges. Reuneix al voltant de 33.000 obres d'art de tota mena i època, incloses les obres mestres de la pintura europea.

## Història
El Consell General dels Vosges decideix erigir el museu departamental el 1822; la feina iniciada el 1823 es va acabar el 1828. Es troba al punt sud amunt d’una illa formada per dues branques del Mosel·la. En aquest lloc existia al segle xvi un cementiri, i després el 1632 l'antic hospital Saint-Lazare.
El 1822, el departament dels Vosges va fer gestions a l'antic hospici, en desús durant vint-i-cinc anys, per establir un museu. El 1871, el Consell General dels Vosges va renovar una sala de vint metres de longitud, que es feia servir per a classes de dibuix, per instal·lar baixos relleus i altres escultures d'edificis antics. A continuació, es va afegir una galeria i un pati interior.
La primera col·lecció va ser oferta pel duc de Choiseul-Stainville el 1829; incloïa en particular Job burlat per la seva dona, l'obra mestra de Georges de La Tour. El museu també es va construir per mantenir confiscada la prestigiosa col·lecció de pintures i escultures dels prínceps de Salm durant la Revolució Francesa. Altres donacions han enriquit el museu al llarg dels anys.
L'edifici va ser remodelat el 1992 amb una arquitectura atrevida amb múltiples volums. Els arquitectes seleccionats pel consell departamental dels Vosges, després del concurs nacional, són Pierre-François Codou, Franck Hindley, Serge Caillaud (París) i Jean-Jacques Guyot (Nancy). Un sostre de vidre transversal permet que entri la llum del dia i les passarel·les ofereixen vistes privilegiades de les sales veïnes i dels diferents pisos. Les antigues parets tancades al nou edifici creen el vincle entre l’art antic i la col·lecció d’art contemporani.
Per celebrar el 25è aniversari d’aquesta renovació, s’inaugura una nova posada en escena del museu anomenada Trésors Retrouvés, nova ruta permanent de les belles arts inaugurada el 24 de novembre de 2017 posant les noves tecnologies al servei dels visitants del museu.

## Col·leccions
Entre les nombroses pintures de la col·lecció de pintura, destaquen diverses obres, sobretot un Mater Dolorosa de Rembrandt, Job burlat per la seva dona de Georges de La Tour i L'embarquement de Sainte Paule à Ostie de Claude Lorrain anomenat Le Lorrain. Altres grans mestres dels segles XVII i XVIII també hi són presents: Jan Brueghel el Vell, L'Albane, Simon Vouet, Claude Vignon, Pierre Mignard, Jacques Stella, Paul Bril, Hendrick van Balen, Jan van Goyen, Frans Francken II, Jan Miense Molenaer, Jacob van Ruisdael, Laurent de La Hyre (Mercure et Hersé, 1649), Antoine Coypel, Salvator Rosa, Nicolas de Largillierre, Sebastiano Ricci, Alexandre-François Desportes, François Lemoyne, Giovanni Paolo Panini, Hubert Robert. També acull un exemplar de La Joconde. De la coll·lecció d'art del segle XIX destacar en particular una pintura de Maximilien Luce i paisatges d’ Antoine Dutac.
La col·lecció d'art contemporani permet descobrir les principals tendències de l'art actual, l'art pop, el minimalisme, l'Art Povera o fins i tot el nou realisme o les obres del pintor grec Alkis Pierrakos. S’hi pot admirar el Grand nu n ° III de Helmut Newton, així com The ram de Daniel Spoerri o obres de Sigmar Polke, Christian Boltanski, Philippe Cazal, Tony Cragg, Jean Couy, André Jordan, etc.
Les col·leccions arqueològiques documenten diversos mil·lennis de presència humana a la regió de Lorena, incloent-hi nombrosos objectes d'època celta, gal·loromana dels jaciments dels Vosges (Grand, Soulosse, Le Donon) i del període merovingi.
El museu també conserva testimonis d'art popular, ceres vestides de Nancy del segle xviii i una rica col·lecció de numismàtica.

## Comissaris
Llista de comissaris:
- 1822-1832: Jean-Antoine Laurent
- 1832-1877: Jules Laurent
- 1878-1899: Félix Voulot
- 1899-1905: Paul Chevreux
- 1905-1944: André Philippe
- 1946-1952: Henri Guingot
- 1953-1974: André Jacquemin
- 1975-2000: Bernard Huin
- 2001-2004: Matthieu Gilles
- 2004-2007: Jérôme Fabiani
- 2007-2012: Philippe Bata
- 2013: Nadine Berthelier
- 2013-: Thierry Dechezlepretre

### Galeria

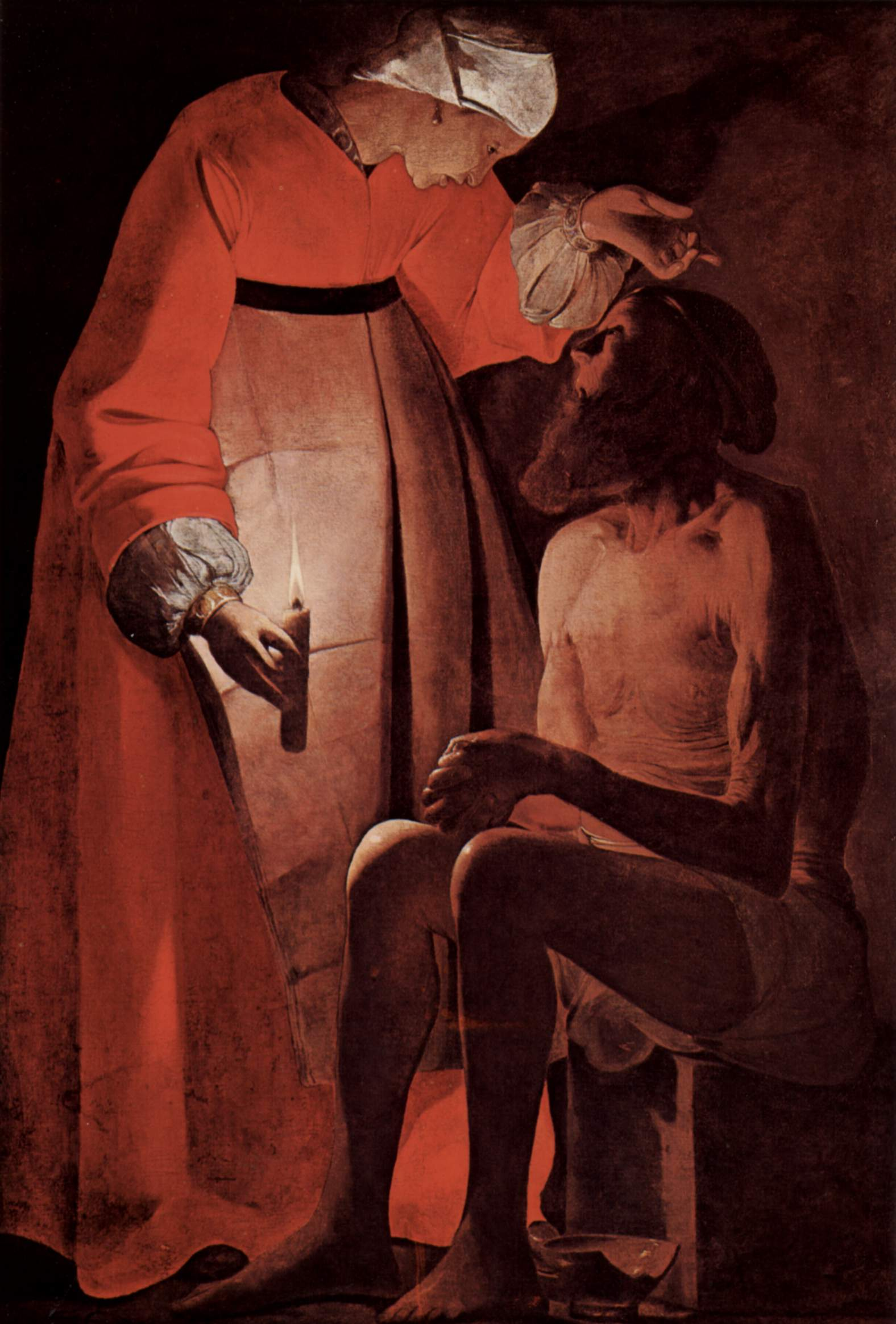
Job burlat per la seva dona, Georges de La Tour.
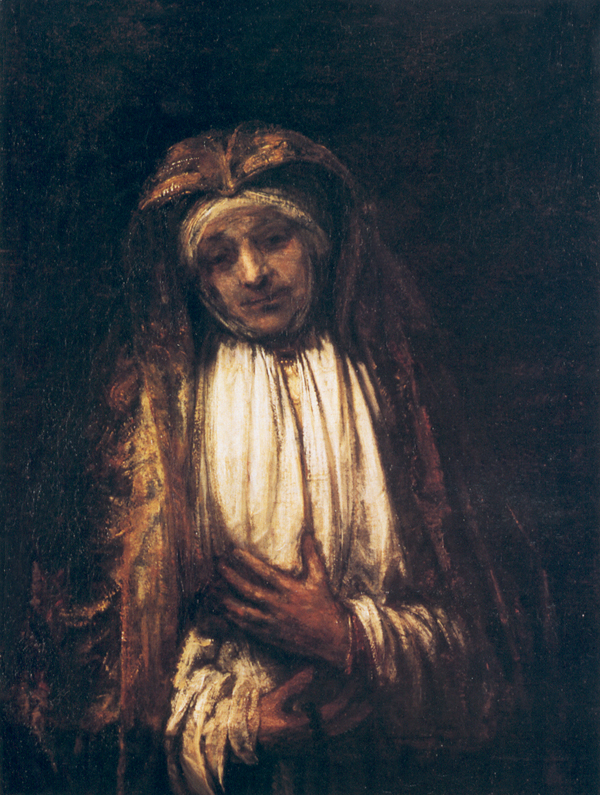
Mater Dolorosa, Rembrandt, vers 1661.
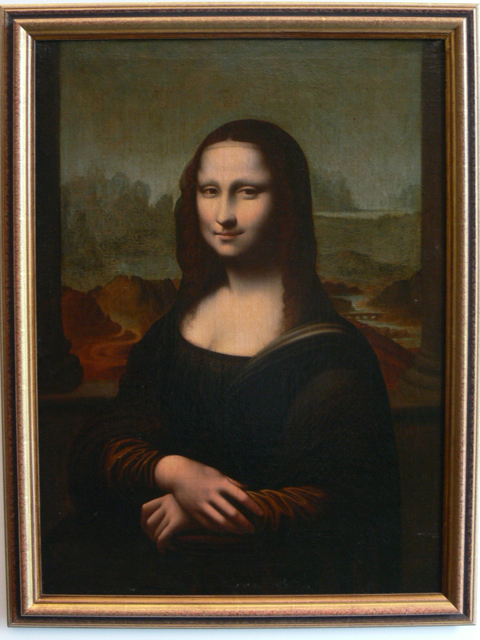
Còpia segle XVII de la Mona Lisa.
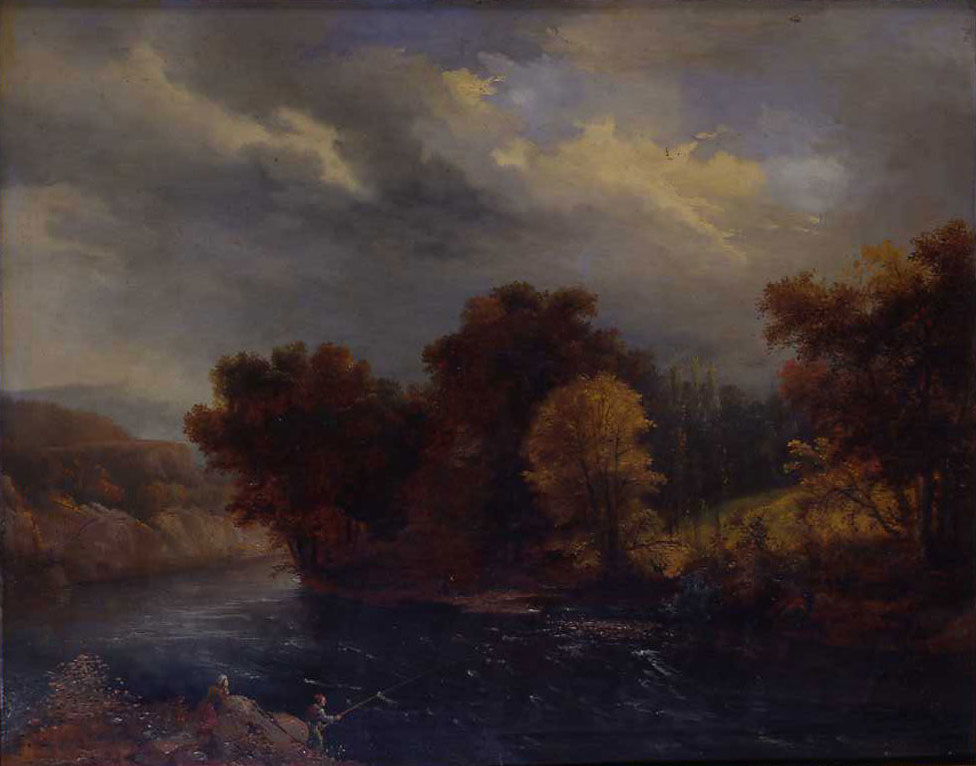
Vora de la Mosel·la prop d'Epinal a la ruta d'Archettes, Antoine Dutac.